# Дейтон, Кит
Кит Дейтон (англ. Keith W. Dayton;, род. 7 марта 1949) — американский дипломат, генерал-лейтенант в отставке. Директор Европейского центра исследований безопасности им. Джорджа Маршалла в Гармиш-Партенкирхене, Германия.

## Биография
Кит Дейтон — выпускник Колледжа Вильгельма и Марии в Вильямсбурге, Виргиния (англ. College of William and Mary), получил степень бакалавра и магистра в Кембриджском университете в Великобритании и степень магистра наук в Университете Южной Калифорнии.
Генерал-лейтенант Дейтон посвятил армии более 40 лет и за годы службы был военным атташе США в России, заместителем директора Управления политики и военно-стратегического планирования Объединённого комитета начальников штабов Вооружённых сил США (англ. The Joint Staff J5 Directorate of the Strategic Plans and Policy), директором Отдела стратегии, планирования и политики Штаба армии Минобороны США (англ. Director of Strategy, Plans and Policy, Army Staff, the Pentagon) а также директором по оперативным вопросам Разведывательного управления Министерства обороны США (англ. Director of Operations for the Defense Intelligence Agency), где в его функции входило руководство аналитический группой для поиска оружия массового поражения в Ираке.
Дейтон также работал Координатором по вопросам безопасности в Израиле и Палестине, где основным результатом его работы стало переформатирование Палестинской национальной службы безопасности, тысячи сотрудников которой проходили обучение и подготовку в Иордании. Дейтон покинул Израиль в октябре 2010 года и через два месяца после этого вышел в отставку с действительной военной службы. В ноябре 2018 года Министр обороны США Джеймс Мэттис назначил Дейтона старшим военным советником на Украине.
С 2010 года Дейтон возглавляет в качестве директора Европейский центр исследований безопасности им. Джорджа Маршалла.
Помимо английского, владеет русским языком (свободно) и немецким (слабо).
Согласование кандидатуры на должность посла США на Украине
1 мая 2020 года Белый дом сообщил о решении президента США Дональда Трампа номинировать Кита Дейтона на должность посла США на Украине.
14 мая представление о назначении было получено в Сенате Конгресса США. 5 августа сенатский комитет по международным делам провел слушания, обсудив возможное назначение Дейтона. 22 сентября 2020 года комитет принял решение одобрить его кандидатуру на пост посла США на Украине, передав этот вопрос для финального утверждения полным составом Сената.